# O Paciente Inglês (filme)
O Paciente Inglês (no original em inglês, The English Patient) é um filme norte-americano de 1996, do gênero drama, realizado por Anthony Minghella e baseado no romance homônimo de Michael Ondaatje. O filme conta a história de quatro pessoas que se encontram em um mosteiro abandonado no norte da Itália nos últimos meses da Segunda Guerra Mundial.

## Elenco
- Ralph Fiennes ....  conde László de Almásy
- Kristin Scott Thomas....  Katharine Clifton
- Juliette Binoche ....  Hana
- Willem Dafoe ....  David Caravaggio
- Naveen Andrews ....  Kip
- Colin Firth ....  Geoffrey Clifton
- Julian Wadham ....  Madox
- Jürgen Prochnow ....  Major Muller
- Kevin Whately ....  Hardy
- Clive Merrison ....  Fenelon-Barnes
- Nino Castelnuovo ....  D'Agostino
- Hichem Rostom .... Fouad

## Recepção
No agregador de críticas Rotten Tomatoes, que categoriza as opiniões apenas como positivas ou negativas, o filme tem um índice de aprovação de 85% com base em 88 comentários dos críticos. O consenso crítico do site diz: "Embora sofra de comprimento e ambição excessivos, a adaptação do diretor Minghella do romance de Michael Ondaatje é complexa, poderosa e comovente." O filme também tem uma classificação de 87/100 no Metacritic, com base em 31 críticas, indicando "aclamação universal".

## Principais prêmios e indicações
Oscar 1997 (EUA)
- Venceu nas categorias de Melhor Filme (Saul Zaentz), Melhor Diretor (Anthony Minghella), Melhor Atriz Coadjuvante (Juliette Binoche), Melhor Direção de Arte (Stuart Craig e Stephanie McMillan), Melhor Fotografia (John Seale), Melhor Figurino (Ann Roth), Melhor Edição (Walter Murch), Melhor Trilha Sonora - Drama (Gabriel Yared) e Melhor Mixagem de Som (Walter Murch, Mark Berger, David Parker e Christopher Newman).
- Foi ainda indicado nas categorias de Melhor Ator (Ralph Fiennes), Melhor Atriz (Kristin Scott Thomas) e Melhor Roteiro Adaptado (Anthony Minghella).

BAFTA 1997 (Reino Unido)
- Gabriel Yared recebeu o Prêmio Anthony Asquith pela música do filme.
- Venceu na categoria de Melhor Filme (Saul Zaentz), Melhor Fotografia (John Seale), Melhor Edição (Walter Murch), Melhor Atriz Coadjuvante (Juliette Binoche) e Melhor Roteiro Adaptado (Anthony Minghella).
- indicado nas categorias de Melhor Figurino (Ann Roth), Melhor Maquiagem, Melhor Ator Principal (Ralph Fiennes), melhor atriz  principal (Kristin Scott Thomas), Melhor Desenho de Produção e Melhor Som.
- Anthony Minghella foi indicado ao Prêmio David Lean de direção.

Globo de Ouro 1997 (EUA)
- Ganhou nas categorias de Melhor Filme - Drama (Saul Zaentz) e Melhor Trilha Sonora (Gabriel Yared).
- Foi ainda indicado em outras cinco categorias: Melhor Diretor (Anthony Minghella), Melhor Ator - Drama (Ralph Fiennes), Melhor Atriz - Drama (Kristin Scott Thomas), Melhor Atriz Coadjuvante (Juliette Binoche) e Melhor Roteiro (Anthony Minghella).

Festival de Berlim 1997 (Alemanha)
- Ganhou Urso de Prata na categoria de Melhor Atriz (Juliette Binoche).
- Indicado ao Urso de Ouro.

Prêmio César 1998 (França)
- Recebeu uma indicação na categoria de Melhor Filme Estrangeiro.

Prêmio Goya 1998 (Espanha)
- Recebeu uma indicação na categoria de Melhor Filme Europeu.

Grammy 1998 (EUA)
- Venceu na categoria de Melhor Composição Instrumental Composta para um Filme (Gabriel Yared).